# Alfonso de Este (1527-1587)
Alfonso de Este (Ferrara, 10 de marzo de 1527 - Ferrara, 1 de noviembre de 1587) fue un noble de Ferrara.

## Biografía
Era hijo natural del duque de Ferrara Alfonso I de Este y su amante Laura Dianti.
En 1523 Alfonso I dio a su hijo Montecchio y lo incluyó  en su testamento como feudo privilegiado para los cadetes de su casa.
En 1569 el emperador Maximiliano II de Habsburgo elevó Montecchio a marquesado.
En 1532 Alfonso fue legitimado por el cardenal Innocenzo Cybo y al año siguiente su padre.

## Matrimonio y descendencia
Primero se casó el 3 de enero de 1549 con Giulia della Rovere (1525-1563), hija del duque de Urbino Francesco Maria della Rovere y Leonor Gonzaga, tuvieron los siguientes hijos:
1. Alfonsino de Este (1560-1578), casado con Marfisa de Este;
2. César de Este (1562-1628), quien se casó con Virginia de Médici, pero no fue reconocido por el Papa Clemente VIII para suceder a Alfonso II de Este, que murió sin hijos. Perdió el Ducado de Ferrara;
3. Leonor de Este (1561-1637), se casó con Carlo Gesualdo di Venosa;
4. Hipólita de Este (1565-1602), se casó con Federico II Pico, príncipe della Mirandola y Marqués de la Concordia.

Tuvo un hijo natural:
1. Alejandro de Este (1568-1624), cardenal.

En 1584 se casó con Violante Signa pero no tuvieron otros hijos.